# Lechousa
Lechousa är en mindre ö i Grekland. Den ligger strax öster om Alonnisos i ögruppen Sporaderna och regionen Thessalien, i den östra delen av landet, 140 km norr om huvudstaden Aten. Arean är 0,82 kvadratkilometer.